# NGC 4682
NGC 4682 est une galaxie spirale intermédiaire  située dans la constellation de la Vierge. Sa vitesse par rapport au fond diffus cosmologique est de 2 671 ± 25 km/s, ce qui correspond à une distance de Hubble de 39,4 ± 2,8 Mpc (∼129 millions d'al). NGC 4682 a été découverte par l'astronome germano-britannique William Herschel en 1786.
Le professeur Seligman et Wolfgang Steinicke classent cette galaxie comme une spirale barrée, mais aucune barre n'est visible sur l'image obtenue des données du relevé SDSS.
La classe de luminosité de NGC 4682 est III-IV et elle présente une large raie HI.
À ce jour, six mesures non basées sur le décalage vers le rouge (redshift) donnent une distance de 32,517 ± 6,217 Mpc (∼106 millions d'al), ce qui est à l'intérieur des valeurs de la distance de Hubble. Notons cependant que c'est avec la valeur moyenne des mesures indépendantes, lorsqu'elles existent, que la base de données NASA/IPAC calcule le diamètre d'une galaxie et qu'en conséquence le diamètre de NGC 4682 pourrait être d'environ 30,1 kpc (∼98 200 al) si on utilisait la distance de Hubble pour le calculer.

## Supernova
La supernova SN 2011bh a été découverte dans NGC 4682 le 22 décembre 2011 par l'astronome amateur japonais Yoji Hirose. Cette supernova était de type Ia.

## Groupe de NGC 4658
NGC 4682 fait partie du groupe de NGC 4658 qui compte au moins six galaxies. Les autres galaxies du groupe sont NGC 4658, NGC 4680, MCG -1-33-32, MCG -2-33-10 et MCG -2-33-20. À cette liste, il faut sans doute ajouter la galaxie NGC 4663, car elle forme une paire de galaxies avec NGC 4658.